# Parijs-Roubaix 1906
De 11e editie van de wielerwedstrijd Parijs-Roubaix werd gereden op 15 april 1906. De wedstrijd was 270 km lang. Van al de deelnemers wisten er 14 de eindstreep te halen. De wedstrijd werd gewonnen door Henri Cornet.

## Uitslag
| Plaats  | Naam                  | Tijd      |
| ------- | --------------------- | --------- |
| Winnaar | Henri Cornet          | 9u59’20”  |
| 2       | Marcel Cadolle        | z.t.      |
| 3       | René Pottier          | +5’15”    |
| 4       | Louis Trousselier     | +8’45”    |
| 5       | César Garin           | +14’45”   |
| 6       | Hippolyte Aucouturier | +21’45”   |
| 7       | Georges Passerieu     | +23’45”   |
| 8       | Émile Georget         | +2’00’45” |
| 9       | F. Saint              | +2’25’45” |
| 10      | Georges Fleury        | +2’35’45” |

1896 · 
1897 · 
1898 · 
1899 · 
1900 · 
1901 · 
1902 · 
1903 · 
1904 · 
1905 · 
1906 · 
1907 · 
1908 · 
1909 · 
1910 · 
1911 · 
1912 · 
1913 · 
1914 · 
1915 · 
1916 · 
1917 · 
1918 · 
1919 · 
1920 · 
1921 · 
1922 · 
1923 · 
1924 · 
1925 · 
1926 · 
1927 · 
1928 · 
1929 · 
1930 · 
1931 · 
1932 · 
1933 · 
1934 · 
1935 · 
1936 · 
1937 · 
1938 · 
1939 · 
1940 · 
1941 · 
1942 · 
1943 · 
1944 · 
1945 · 
1946 · 
1947 · 
1948 · 
1949 · 
1950 · 
1951 · 
1952 · 
1953 · 
1954 · 
1955 · 
1956 · 
1957 · 
1958 · 
1959 · 
1960 · 
1961 · 
1962 · 
1963 · 
1964 · 
1965 · 
1966 · 
1967 · 
1968 · 
1969 · 
1970 · 
1971 · 
1972 · 
1973 · 
1974 · 
1975 · 
1976 · 
1977 · 
1978 · 
1979 · 
1980 · 
1981 · 
1982 · 
1983 · 
1984 · 
1985 · 
1986 · 
1987 · 
1988 · 
1989 · 
1990 · 
1991 · 
1992 · 
1993 · 
1994 · 
1995 · 
1996 · 
1997 · 
1998 · 
1999 · 
2000 · 
2001 · 
2002 · 
2003 · 
2004 · 
2005 · 
2006 · 
2007 · 
2008 · 
2009 · 
2010 · 
2011 ·
2012 · 
2013 ·
2014 ·
2015 ·
2016 ·
2017 ·
2018 ·
2019 ·
2020 · 
2021 · 
2022 · 
2023 · 
2024 · 
2025